# Новоалександровск
Новоалександровск (на руски: Новоалекса̀ндровск) е град в Ставрополски край, Русия, разположен на брега на река Рашеватка, 110 километра югозападно от град Ставропол. Населението на града към 1 януари 2018 година е 26 997 души.
Основан е през 1804 от колонизатори от Централна Русия като село Ново-Александровское. Преименуван е Новоалександровск и обявен за град през 1971.